# 進化経済学
進化経済学（しんかけいざいがく、英: Evolutionary economics）とは、比較的新しい経済学上の方法論で、生物学の考え方を援用して定式化される。進化経済学の特徴として、経済主体間の相互依存性や競争、経済成長、資源の制約などが強調される。
伝統的な経済理論は主に物理学の考え方になぞらえて定式化されており、労働力や均衡、弾力性、貨幣の流通速度などの経済用語が、物理学上の概念から名付けられているのも偶然ではない。伝統的経済理論では、まず希少性の定義から始まり、続いて「合理的な経済主体」の存在が仮定される。ここでいう「合理性」とは、経済主体が自らの効用（厚生）を最大化するという意味である。すべての経済主体の意思決定に必要とされる情報はすべて共有され（完全情報）、経済主体の選好関係は所与のもので、他の経済主体によって影響されないと仮定される。これらの前提条件による「合理的選択」は、解析学的手法、とりわけ微分法に置き換えることができる。
それに対して、進化経済学は進化論の考え方から派生しており、各経済主体や彼らの意思決定の目的は固定されたものではない。

## 進化経済学の誕生
この節は、英語版Wikipediaの進化経済学(Evolutinary economics)からの翻訳です。

### マルクスとダーウィン
19世紀の中頃、カール・マルクスは、「人間の本質」が不変ではなく、また社会システムの性質を決める決定要因でもないという概念を導入することで、彼の歴史的展開の段階の図式を始めた。逆に彼は、人間の行動は、それが起こった社会システムおよび経済のシステムの一つの機能であるという原則を打ち立てた。
ほぼ同じ頃チャールズ・ダーウィンは、小さくランダムな変化が時間と共に蓄積していき、経済的な力が強く求められる状況下ではまったく新しい形質の発現に至る大規模な変化（種分化）になるというプロセスを解釈するための一般的枠組みを開発した。
マルクスが死んだとき、フリードリヒ・エンゲルスは、墓石のかたわらで次のように述べた。

### プラグマティズム・心理学・人類学
この直後に、アメリカのプラグマティズムの哲学者（ウィリアム・ジェームズ、チャールズ・サンダース・パース、ジョン・デューイ）の研究と2つの新しい学問（心理学と人類学）が創立する。 それら両方は、ますますすべての系統的な観察者にとって明らかになってきていたところの（個人および集団の）行動パターンの多種多様さを説明する枠組みをカタログ化して発展させることを目指していた。ここに至って、本質的な経済の問題の分析のためのより近代的な枠組みが開発されるのはほとんど必然であった。

### ソースティン・ヴェブレン
ソースティン・ヴェブレンは知的動乱の時代の中で、次の世紀以降に新たに造り出された社会科学のスタイルを形づくることになる種々の活動の主要人物の何人かと直接接触する中で、彼のキャリアを始めた。
ヴェブレンは彼のアプローチにおいて文化的なバリエーションを考慮する必要を知った。すなわち、普遍的な「人間の本質」では、人類学という新しい科学によって例外ではなく規則であることを示したところの、規範と行動の多様性を説明することができなかった。彼の非凡な分析的な論文は「儀礼 / 実用の二分」として知られるようになったものであった。そこでは、ヴェブレンはすべての文化が物質ベースであり「生命過程(life process)」を支えるための道具と技能に依存していることを知った。一方、同時に、すべての文化がグループ生活の「実用的」（「技術的」と言い替えてもよい）観点からの必要性とは正反対な、ある階層構造（「差別的な区別」）を持つように思われた。この「儀礼」は過去と関係があって、そして部族の伝説に一致しており、そして伝説を支えた。その一方で「実用的」は未来の結果をコントロールする能力によって価値を判断するための技術的な必要性を志向していた。
「ヴェブレン式二分」は、ジョン・デューイによる「価値の実用性理論」の専門的な変形であった（デューイは、ヴェブレンがシカゴ大学で手短に接触したはずであった）。
ヴェブレンによる最も重要な仕事は彼の最も有名な仕事（『有閑階級の理論』および『営利企業体の理論』）を含むが、それに限定されない。しかし、彼の論文『帝制ドイツと産業革命』と『経済学が進化の科学ではない理由』という題目のエッセイは、後の世代の社会科学者による研究の協議事項の形成に影響を与えた。
『有閑階級の理論』および『営利企業体の理論』はそれぞれ消費と生産についての新古典主義の境界理論に代わる解釈を構成する。これら二つは明らかに行動の文化的パターンへ「ヴェブレン式二分」を応用することに基づいていて、またそれゆえ暗黙的しかし必然的に、批判的な姿勢を含んでいる。すなわち、この二分法がその本質において価値評価(valuational)の原則であるということを理解することなくヴェブレンの著作を理解することは不可能である。
活動についての儀式的パターンはどんな過去にでも拘束されるわけではなく、むしろ、現在の報酬の構造と力を裏打ちする、利点と偏見の特有のセットを作っている過去に拘束されているのである。有用な判断は、完全に別の基準に従って利益を作り出す、それゆえ本来的に破壊的である。分析のこのラインは1920年代からテキサス大学のクラレンス・E・エアーズによって、いっそう完全かつ明確に発展した。

### ジョセフ・シュンペーター
20世紀の前半に生きていたジョセフ・シュンペーターは『経済発展の理論』の著者であった。この本で彼は、当時非常に急進的だった進化の見地をとった。彼の理論は、通常のマクロ経済の均衡の仮定に基礎を置かれた。均衡とは「経済現象の標準モード」のようなものである。
この均衡は新発明を導入しようとする起業家によって破壊され続けている。新発明の導入が成功することにより、通常の経済生活の流れが乱される。なぜならそれはすでに現存の技術と生産手段のいくらかから、それが経済の中で持っていた地位を奪うためである。
(以上、英語版からの翻訳)

## 進化経済学の革新
進化経済学は、リチャード・R・ネルソンとシドニー・G・ウィンター『経済変動の進化理論』(英語版:1982、日本語訳:2007)の登場で新しい生命を吹き込まれた。この本の出現は、1982年以降の進化経済学の展開を刺激し、進化経済学の新しいブレーク・スルーとなった。
進化経済学は、異端の経済学として生まれた。この認識は、長い間、進化経済学を信奉する学者の間にも共有されていたが、近年では、進化経済学こそが現在の経済学の主流であるという考えも示されるようになった。コンピューター科学の発展などが刺激となって、進化に対する新しい考えも生まれてきた。アメリカのサンタフェ研究所では、John Holland や スチュアート・カウフマン Stuart Kauffman により進化的計算(遺伝的アルゴリズムGenetic algorithm)や自己組織化の概念が深化し、生命ばかりでなく、人工物の進化について理論的考察ができるようになった。この潮流は、複雑系経済学 Complexity economicsとも呼ばれることがある。
塩沢由典は、進化経済学の二つの柱として①進化、②自己組織化を挙げている。塩沢によれば、①②は、それぞれ主流派経済学の①最適化、②均衡に対立するものとしている。

## 進化経済学の諸概念

### 進化するもの
進化経済学は、経済にとって「進化するもの」が重要であると考えている。しかし、なにが「進化するもの」であるかについては、意見が分かれている。
- 複製子説

進化ゲームでは、複製子replicatorを進化の基体(担い手)と定義する。複製子は、同一の性質・特性をもつ個体が複製されるが、ときに突然変異をおこすと考えられている。日本では、『進化経済学 基礎』において、この定義を採用している。なお、複製子と対になり用いられている「相互作用子」interactorの概念は、D. Hullにより提唱され、Hodgsonらにより進化経済学にも普及した。
- 保持子説

「進化するもの」を複製子と捉えるのでは、経済や経営における重要な対象・事象を排除してしまう。企業やシステムのように、複製されないが、進化するものと考えるべき重要な対象がある。そこで、進化するものを以下の三つ組みで捉えようとする考え方がある。
1. 保持される
2. 変異する
3. 選択される

組織論関係では、保持子説に立つものが多いまた、進化経済学会編『進化経済学ハンドブック』(共立出版、2006)概説も保持子概念を採用している。
進化経済学における複製子replicatorの概念は、リチャード・ドーキンスの自己複製子self-replicatorからの借用である。自己複製 self replication の概念は、計算機理論の構築にあたってジョン・フォン・ノイマン John von Neumann が考察している。複製子概念は、レプリケータ・ダイナミックス replicator dynamics などを通して進化経済学にひろく普及しているが、進化人類学の立場から文化進化を考察したリチャーソンとボイドは、文化進化の理解において、複製子の概念がふさわしいかどうか疑問を出している。
なお、チンパンジーの物質文化を研究しているウィリアム・マックグルーは、文化的な行動を人間以外の種に適用するための基準として
1. 新しい行動パターンの発明や改変があること(革新)
2. そのパターンが革新者から他者に伝播すること(普及)
3. そのパターンが安定化し、様式化されること(標準化)
4. 手本を示さなくてもパターンが再現されるようになること(再現性)

を挙げている。

### 進化する7つのカテゴリー
進化経済学会編『進化経済学ハンドブック』(共立出版、2006)「概説」は、進化するものと保持子とする立場から、以下の7つのカテゴリーを挙げている。
1. 商品
2. 技術
3. 行動
4. 制度
5. 組織
6. システム
7. 知識

進化経済学会編『進化経済学ハンドブック』(共立出版、2006)の第2部「事例」編は、基本的には分類にあわせて、計63の事例が採取されている。商品の進化(11)、技術の進化(15)、行動の進化(10)、制度の進化(10)、組織・システムの進化(12)、知識･文化の進化(5)。経済進化の諸相をみよ。

### イノベーション
シュンペーターは、『経済発展の理論』において、「経済発展の根本現象」は、新結合にあると説いた。これがのちのすべてのイノベーション論の出発点となった。シュンペータは、新結合として、以下の5つの場合を挙げている。
1. 新しい商品
2. 新しい生産方法
3. 新しい販路
4. 新しい供給源の獲得
5. 新しい組織

### PDCAサイクル
経営行動の基本は、PDCAサイクルとされている。ここで、P(Plan)は、通常は「計画」と考えられているが、C(Check)とA(Action)により、訂正しうるものとしては、一定のパタンに沿ったルーティン(定型行動)として保持される。この観点からは、DCAサイクルは、保持されるもの(保持子)が実績によりチェック・検討されて、新しい保持子に転換される過程と考えられる。すべてのイノベーションは、単に新しいものの発見ではなく、Sによる定着を必要とする。

### 国家イノベーションシステム
企業にとってイノベーションが重要であると同じように、イノベーションを出現・促進していく機能・構造をもっているかどうかは、国(あるいは地域)にとって重要な政策課題である。一国のイノベーションがどのように起こり、進められるかの全体を国家イノベーション・システム(National Innovation System, National System of Innovation)という。地域についても同様のものが考えられ、それを地域イノベーション・システム(Regional innovation system, Regional System of Innovation)という。
フィンランドは、国家イノベーションシステムを国家の政策として公式に取り上げた国である。『フィンランドの国家イノベーションシステム』は、その批評的総括である。

## 経済進化の諸相
進化経済学の実証研究・歴史研究の成果は、進化する諸カテゴリーの進化の歴史・事例としてまとめられる。博物誌的な側面が強いが、生物学の初期がほとんど博物学であったことと比較すると、進化経済学の知識の体系化として、この側面の重要性は強調に値する。経済や経営への応用面でも、進化経済学のこの部分は、ことさら示唆的であると考えられる。

### 商品の進化
商品の進化は、さまざまな角度から分析できる。商品の仕様・デザインの進化・多様化はその一つである。しかし、もっと重要な進化は、商品自体の多様化であろう。この分野の基本的文献として、
- ジォーン・サースク Joan Thirsk『消費社会の誕生』三好洋子訳、東京大学出版会、1984。
- Jan de Vries[18], The Indusrious Revolution, Cambridge University Press, 2008.

がある。サースク(1984)は、16世紀から17世紀にかけてイギリス庶民の間にいかに多様な生活消費財が普及したかを記述している。de Vries (2008) は、ほぼ同時期のオランダを中心にして、多様な消費財の普及が人々の勤労意欲を引き出したのが勤勉革命(industrious revolution)を必然にしたと論証している。
商品はほとんどすべて人工物と考えられる。東京大学には人工物工学研究センター  がある。人工物も進化すると考えられる

### 技術の進化
技術が長い歴史の中で進化してきたことは技術史として良く知られている。経済学において技術発展の条件等を研究する分野としては、産業技術史がある。進化経済学的な観点から、技術変化の特性さや環境条件などがJ. Stanley MetcalfeやGiovanni Dosiらにより精力的に研究されている。近年の研究には、
- W.ブライアン・アーサー『テクノロジーとイノベーション／進化と生成の論理』有賀裕二監修・日暮雅通訳、みすず書房、2011。

がある。技術政策(technology policy)は、進化経済学の重要な議題の一つであり、英Sussex大学SPRUのChristopher Freeman(1921-2010)らにより研究されており、日本でも文部科学省の科学技術政策研究所などで研究されている。
S. カウフマンは『自己組織化と進化の論理』の第9章以降の4章において、みずからのNKモデルに基づき、技術進化を進化論的に考察する一般理論を提出しようとしている。(社)電気学会 進化技術応用調査専門委員会編2010『進化技術ハンドブック』(全3巻、近代科学社)は、技術自体を進化させる技術としての「進化技術」に関する総合報告である。本書は、日本の進化技術関連知識の2010年現在における集大成というべきもので、英語文献にも類書は存在しない。

### 行動の進化
Jan de VriesのThe Indusrious Revolutionは、商品の増加により、人々の行動の変化(外に出で働く意欲)をもたらした意味で、経済行動が進化する一例を提示している。多くの行動進化は、商品・技術・制度・組織・知識等との共進化と考えられる。
より短期の行動の進化については、労働過程論、作業標準、動作研究・時間研究(time and motion study)、作業研究などで実質的に考察されているが、進化するものと言う視点は乏しい。社会・企業環境が労働のあり方を変える研究としては中岡哲郎『工場の哲学』(平凡社選書、1971)、同『コンビナートの労働と社会』(平凡社、1974)などが古典的である。
社会的行動の進化については、たとえば難波功士『ヤンキー進化論／不良文化はなぜ強い』(光文社新書、2009)、岩永文夫『フーゾク進化論』(平凡社新書、2009)などがある。

### 制度の進化
制度進化の事例には枚挙にいとまがない。制度派経済学(旧制度派、正統制度派、Institutional economics)の始祖であるThorstein Vebelenは、経済学が進化論的科学であるべきことを唱えており、進化経済学は制度派経済学の分流のひとつともいえる。
経済において進化する制度の例としては、貨幣(動物貨幣>金属貨幣>鋳造貨幣>兌換紙幣>不換紙幣>電子マネー)や簿記(単式簿記>複式簿記>行列簿記)、企業会計制度などがある。
制度の適切な設計(メカニズムデザイン)は、進化経済学の需要な議題の一つである。

### 組織の進化
進化経済学における組織の典型例は、営利企業(以下「企業」)である。「企業」をいかに捉えるかについては、清水耕一の総合報告(1999)がある。清水は、ここで新古典派経済学の企業理論(取引費用の経済学、所有権理論、エイジェンシー理論)、進化経済学派の企業理論(学習とルーティン、パスディペンジー、環境と淘汰)、制度の政治経済学の企業理論の3者を対比している。企業理論を総覧するものとしても、進化経済学の企業理論の特徴と弱点を指摘したものとしても、みごとなまとめとなっている。
企業進化に関する事例研究としては、藤本隆宏の『生産システムの進化論』(有斐閣、1997)は、組織進化の古典的である。この中で藤本隆宏は、重量級プロダクトマネジャー、多工程持ち、承認図などトヨタの特徴的な経営方式が意図せざる結果への不器用な適応として事後的に進化したことを示している。このほか、方法論的な考察は少ないがやはり古典的な分析に野中郁次郎『企業進化論』(日本経済新聞社、1985、日経ビジネス人文庫、2002)などかある。

### システムの進化
システムは、従来、進化しないものとして捉えられてきた。しかし、インターネットの成功は、システムが進化に開かれうるものであることを如実に示している。その他の例として、脳、言語、市場経済などがあげられる。
経済体制も、巨大なシステムと考えられる。『進化経済学ハンドブック』には、ロシア・ハンガリー・ポーランド・中国の経済改革と移行経済が取り上げられている。

### 知識の進化
人間の経済行動の基盤は、ひろく捉えれば知識にある。ただし、この場合の知識は、科学の内容とは限らない。江頭進は、トニー・ローソンを受けて、知識を(1)明文化された知識と暗黙的な知識、(2)意識的な知識と無意識的な知識の二つの対立軸・4グループに分類して考えるべきだとしている。
科学の知識が技術発展の重要要素であることは、「科学技術」が成語となっていることからうかがえる。ただし、科学と技術の結合は、19世紀以後のものである。市川惇信『科学が進化する5つの条件』(岩波科学ライブラリー、2008)は、「知識としての科学」を進化するものと捉えて、その環境条件と駆動因とを考察している。

## 進化経済学の基礎
進化経済学は、進化する諸カテゴリーの歴史(ないし博物誌)と経済を進化するシステムと見るときの基礎理論とに二分することができる。進化経済学の基礎が何であるか定説はないが、塩沢由典は、複雑系経済学が進化経済学の基礎であると主張している。経済主体の行動が限定合理性のもとにあるとき、行動の変化は行動パタンの進化という形をとらざるをえないからである。このような経済観にたつとき、資本主義経済の調整は(1)価格調整と(2)数量調整との相対的に独立した２機構によることになる。(1)は現代古典派価値論、(2)は在庫調節による数量調整理論が中核となる。
人工物の進化は、複雑な対象・環境の中で、いかに行動や商品・技術・組織等を構築していくかにある。それは新古典派経済学が典型的に考える最適化とはまったく異なるパラダイムに立たなければならない。Geoffrey Hodgsonは、心理学や人工知能論が、20世紀後半を支配してきた「熟慮パラダイム」deliberative thinking paradigmから遠ざかりつつあると指摘している。

### 新古典派経済学批判
進化経済学は、新古典派経済学批判として発展してきた。批判の中心の一つは、最適化という定式化の非現実性にある。H. A. サイモンHerbert Simonは、初期の主著『経営行動』において次のように指摘している。
もし人間の合理性に限界がなければ、管理理論は意味のないものとなろう。その場合の管理理論には、ただ一つの答えしかない。すなわち、利用できる諸代替的選択肢のうちから、あなたの目標にもつとも完全に立つ性できさせるものになるものを、つねに選びだせ、ということである。(ダイヤモンド社、1989、p.304)
最適化の前提の非現実性は、経営学にかぎらず、経済行動一般に観察される。塩沢由典は、予算制約下の消費者選択に、購入商品が単位性をもち、解が整数であることに注目するならば、最適解を求める一般的計算プログラムは、商品の種類数をNとして2Nに比例することを指摘した新古典派経済学の一般均衡理論は、1954年のアロー Kenneth Arrow とデブリュー Gérard Debreuの理論により完成したが、その後、1970年代に一般均衡理論の乗り越えがたい問題が認識されるようになり、1980年代にはゲーム理論が一般均衡理論に取ってかわることになった。ゲームの理論も、初期は、無限の知能を要求するものだったが、進化生物学の影響を受けて制度研究には進化ゲーム理論が次第に取り入れられるようになったなお、進化経済学の観点からの新古典派経済学批判の諸点は、『進化経済学ハンドブック』「概説｣第7節「新古典派のドグマとアノマリー」に簡潔にまとめられている。

### 心の理論／人工知能論
進化経済学と同機して、心理学における「心の理論」Theory of Mindや人工知能論において、従来の計算論的な心／知能の理解から、状況に埋め込まれた学習や推論を重視するように変化してきた(人工知能論における従来からのAIは、記号的AI、論理的AI、正統派AIなどと呼ばれ、「計算知能」Computation Intelligence と対立している。計算知能は、ニューラルネットワークや進化的計算などであり、正統派AIの「熟慮パラダイム」の反省の上にある。)。
心の理論や人工知能論における新旧の対立は、新古典派の最適化行動に対し、進化経済学が伝統的に習慣/慣習を強調してきたことと軌を一にしている。この対立は、George Katonaが区別した「純正の決定」genuine decisionと「習慣的行動」habitual behavior の対立を理論面で相同的に再現したものと見ることができる。塩沢由典は、ベイジアンの思想に基づく確率的期待効用最大化よりも、経験的に検証された定型行動が実質的によりよい成果を上げられる可能性が多くの場合に考えられると指摘し、経済行動における習慣の役割に注目している。

### 文化の進化機構
行動や制度・商品などは、広い意味での「文化」と考えられる。文化がいかに進化するかについての標準理論は、ミーム説である。これはドーキンスの『利己的遺伝子』第11章で導入され、リチャード・ブロディの『ミーム／心を操るウイルス』、スーザン・ブラックモアの『ミーム・マシーンとしての私』などに展開された。
ミームは、通常のレプリケータ・ダイナミックスにより記述できると考えられる。これに対し、リチャーソン＆ボイドは、「導かれた変異」guided variation を強調し、それは自然選択とは基本的に異なる原理によるものであり、導かれた変異は「遺伝的進化とは類似したものではない文化変動の源泉である」と指摘している。

### 普遍ダーウィニズム
社会科学の方法論として「進化」という観点が重要という認識は、ひろく支持されている。この考えは、しばしば、普遍ダーウィニズムと呼ばれている。この語の起源は、ドーキンスにあると考えられている。しかし、生物学(進化生物学)との類比をどこまで重視するかという点では、進化経済学の内部にも意見の相違がある。ヴィットは、経済システムは、意図的に選択されるものとして、進化生物学におけるラマルキズムを正当化した。ホジソンらはラマルキズムに反対し、遺伝子型と表現型の対という視点を重視する。ネルソンは、不変ダーウィニズム自体には反対しないまでも、類比よりも、経済において観察される経験的事実に即した分析を行なうことにもっと留意すべきだと説いている。関連した論争が自己組織化をめぐっても行なわれた。

### 進化経済学の価値論・価格理論
進化経済学は批判するばかりの経済学ではない。これまでの経済学の反省に基づいて、独立した経済学体系を提示なければならない。価格理論は、従来、ミクロ経済学と同一視され、それはまた新古典派経済学とほぼ同一視されてきた。塩沢由典は、進化経済学は、その基礎として、新古典派の価格理論・価値論に代替する価格理論・価値論が必要であるとして、古典派価値論を現代に発展させたものを提案している。塩沢は、さらに、ケインズの有効需要理論など、経済政策に直結する理論部分についても、古典派価値論と過程分析とを組み合わせることを提案している

## 進化経済学と政策
進化経済学を基礎にして、さまざまな経済政策が提案されている。

### 科学技術政策
J. Stanley MetcalfeやGiovanni Dosiなど、多くの個別技術の実証研究とイノベーションシステムの研究がなされ、その基礎の上に技術政策の提案がある。イギリスのSPRUグループは、その世界的センターの一つである。

### 社会保障制度
広井良典は、『創造的福祉社会』の原理編「私たち人間と社会をどのように理解したらいいのか」において、人間社会の進化を見通すことから、社会福祉の問題を問い直すことを提案している。

## 自己組織化
自己組織化の概念は、スチュアート・カウフマンにより、生命や人工物の進化を考える基礎として導入された. この考えは、フォスターやバインホッカーらは、経済の進化は、自己組織化として理解できると主張している。ホジソンらは進化経済学の概念として自己組織化をみとめることに反対である。この論争の概観については、ガイゼンドルフをみよ。

## 学術雑誌
- Evolutionary and Institutional Economics Review 進化経済学会学会誌
- Journal of Institutional Economics ヨーロッパ進化経済学会
- Journal of Evolutionary Economics 国際シュンペーター学会
- Journal of Economic Issues The Association for Evolutionary Economics 米制度派
- Asian Journal of Technology Innovation 韓国進化と技術革新学会

## 関連学会等
- 進化経済学会
- Association for Evolutionary Economics
- European Association of Evolutionary Political Economists
- European Meeting on Applied Evolutionary Economics